# Carrières de Gravelle
 (juillet 2013).
Si vous disposez d'ouvrages ou d'articles de référence ou si vous connaissez des sites web de qualité traitant du thème abordé ici, merci de compléter l'article en donnant les références utiles à sa vérifiabilité et en les liant à la section « Notes et références ».
Les carrières de Gravelle constituent une importante cavité souterraine anthropique située dans l'est de Paris sous le bois de Vincennes et sur la commune de Charenton-le-Pont.

## Histoire
Ces carrières exploitées pour l'extraction du calcaire dès le Moyen Âge et jusqu'au XIXe siècle ont été abandonnées au XXe siècle .
À part les visites techniques d'inspection, la carrière n'était plus fréquentée que par des visiteurs clandestins. Toutefois, en raison de la dangerosité de l'entrée, les visites clandestines sont restées limitées à quelques passionnés qui appréciaient la beauté unique de ce site.
En 2005, alertée par des risques d'effondrements en surface dus à la carrière, la mairie de Paris a commencé des travaux de consolidation par injection. Les travaux sont à ce jour terminés (pour la partie concernée, la carrière devant être totalement injectée d'ici 2011). L'ampleur des dégradations causées par ces travaux est énorme car, hormis les zones définitivement injectées, d'autres ont également subi les dommages collatéraux dus aux travaux (coulées d'injection, sorte de mélange bétonné et semi-liquide) et sont donc irrémédiablement détériorées[réf. nécessaire].[Passage à actualiser]

## Particularités
Les carrières de Gravelle ont été principalement exploitées par la méthode des « piliers tournés » sur 4 à 5 mètres de hauteur. La zone sud de la carrière présente la particularité unique (pour la région parisienne) d'avoir conservé sa hauteur d'origine. Habituellement, les déchets d'exploitation venaient combler une partie de la hauteur et les carrières par piliers tournés font environ 2,5 mètres de haut. La raison pour laquelle Gravelle présente une telle hauteur de plafond n'est pas connue, bien que certaines hypothèses de réutilisation du remblai pour combler des fontis ont été émises[réf. nécessaire].
La zone d'exploitation récente a été exploitée selon la méthode dite « par hagues et bourrages ». Beaucoup plus basse, elle a l'avantage d'avoir été parfaitement conservée. Sa visite est très intéressante pour comprendre comment travaillaient les carriers à cette époque. Cette zone est en cours d'effondrement.
Des travaux de consolidation antérieurs aux travaux d'injection ont permis la construction de superbes arches maçonnées et de piliers à encorbellement allant jusqu'à 4 m de hauteur.
Les services de l'Inspection générale des carrières (IGC) utilisaient cet endroit pour tester de nouvelles méthodes de consolidation « à l'ancienne » (montages de murs de pierres sèches et remblais). C'est pourquoi certaines consolidations changeaient régulièrement de place dans la carrière.

## Description de l'environnement
La carrière comprend :
- un puits d'accès à échelons d'exactement 19,40 m (très dangereux),
- deux puits de ventilation,
- un superbe puits à eau.

La partie principale est un grand vide d'une surface d'un demi-hectare avec des hauteurs de plafond (ciel) comprises entre 2,5 et 5 m. Des piliers directement taillés dans la masse de calcaire soutiennent la voûte, tandis que des constructions maçonnées (arches, piliers) ont complété ces piliers au XIXe siècle. Par endroits, de véritables cônes de gravats rappellent le danger d'effondrement. Les trois puits cités précédemment donnent tous dans la zone principale. Certains habitués appellent cet endroit « la cathédrale », tant l'impression d'espace est saisissante. L'appellation vient aussi du fait que dans certaines soirées organisées clandestinement à cet endroit, la salle avait été éclairée à l'aide de centaines de bougies.
Une partie de la carrière est faiblement inondée. L'eau y est pure tant qu'elle n'a pas été remuée par les pas des visiteurs.
Les galeries par hagues et bourrages sont d'aspect classique, leur état de conservation est très bon. Pour la plupart, la hauteur est d'1,20 m.

## Précautions et règles d'usage
L'entrée dans les anciennes carrières souterraines est généralement interdite en région parisienne. En plus des risques d'amende ou d'interpellation (la loi dépend de chaque commune), les visiteurs doivent être conscients des risques de chute mortelle et d'effondrement (entre autres).
Par ailleurs, il convient d'être correctement équipé. Si vous désirez prendre le risque, faites-vous toujours accompagner par un habitué. Enfin, sachez qu'en cas d'accident, votre assurance ne fonctionnera pas (en raison de l'interdiction de pénétrer dans les carrières).
Il est également rappelé que les carrières franciliennes sont fragiles. Remontez vos ordures et veillez à respecter les lieux.